# Де ля Гериньер, Франсуа Робишон
Франсуа Робишон де ла Гериньер (8 мая 1688, Эссе (фр.) — 2 июля 1751, Париж) — французский инструктор по верховой езде.

## Биография
Де ла Гериньер родился 8 мая 1688 года в Эссе, недалеко от Алансона в Нормандии, Франция. Большую часть своих ранних лет провел в Нормандии. Несмотря на то, что его брат Пьер де Бресс де ла Гериньер руководил Академией деликатесов в Кане, первоначально созданной в 1594 году другим французским мастером, Антуаном де Плувинелем, самого влиятельного наставника Ла Гериньера был де Вандей.
В 1715 году де ла Гериньер получил диплом королевского сквайра и начал свою работу в качестве директора конной академии в Париже. Занимал эту должность в течение 15 лет и заработал репутацию прекрасного инструктора и всадника. Это привело к тому, что в 1730 году принц Чарльз Лотарингии, Гранд сквайр Франции, назначил де ля Гериньера директором Манежа Тюильри. Он занимал эту должность до своей смерти 2 июля 1751 году.

## Достижения
Де ла Гериньеру приписывают изобретение упражнения «плечо внутрь», которое он назвал «альфа и омега всех упражнений»; он был первым, кто это описал. Его трактат «L'École de Cavalerie» (рус. Школа верховой езды), который был опубликован частями между 1729 и 1731 годами и как законченное произведение в 1733 году, является важной книгой по дрессировке лошадей, в которой подробно описывается тренировка, ветеринарное лечение, и общее искусство верховой езды. Эта книга стала важным текстом для Испанской школы верховой езды в Вене, которая является наследником классической традиции, воплощением учения де ла Гериньера и в XXI веке.
Де ла Гериньер написал две книги: «L'École de Cavalerie» (1731) и «Eléments de Cavalerie» (1740) — тексты, которые до сих пор считаются «Конной библией». Его следует считать основателем современной верховой езды, ведь его стиль является четким отражением ясности, элегантности и строгости его учения.